# Клан О'Кеннеді

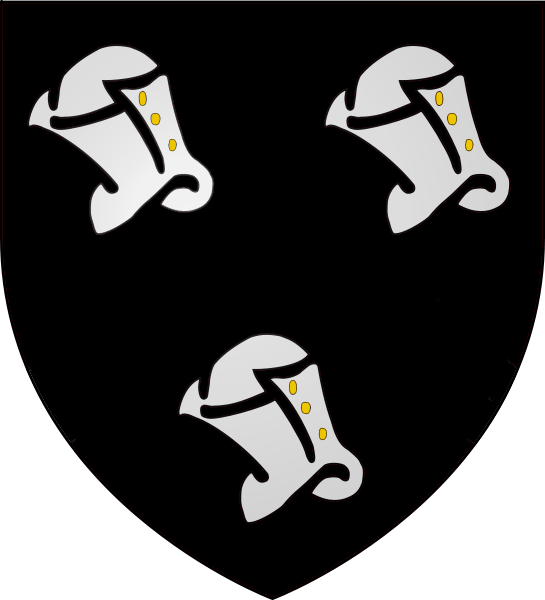
Герб вождів клану О’Кеннеді.

Особистий герб Джона Кеннеді – президента США.

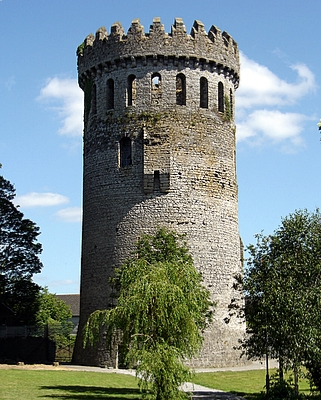
Замок Нена.

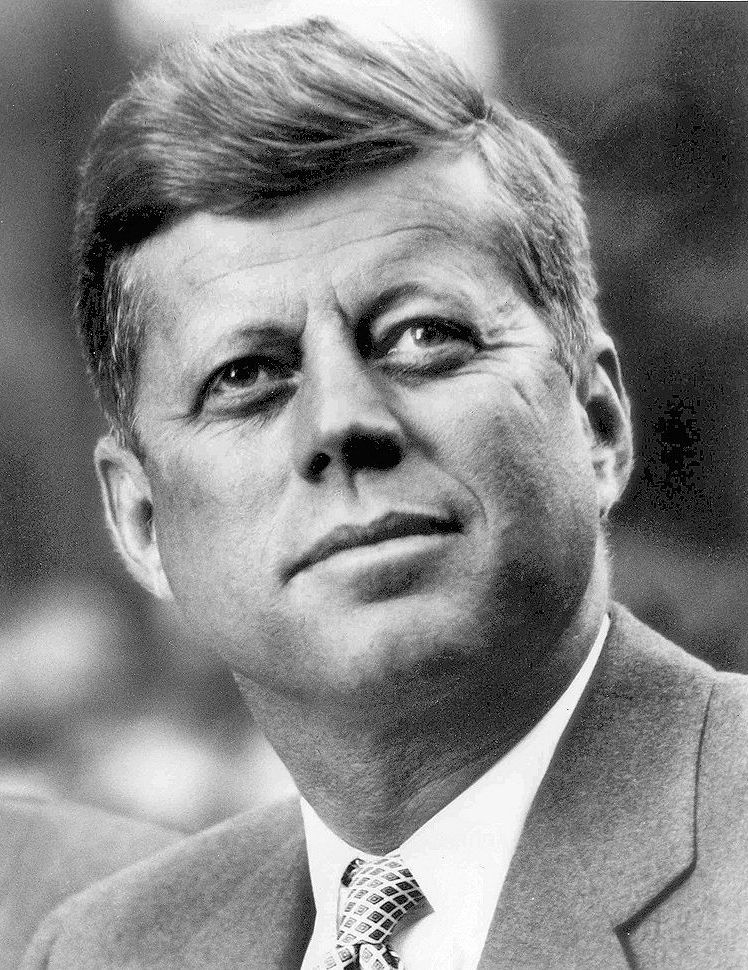
Джон Ф. Кеннеді – президент США.

Клан О’Кеннеді (англ. – Clan O'Kennedy, ірл. – Clan Ó Cinnéide) – клан Кеннеді, клан О’Кіннеде – один із ірландських кланів. Ірландська королівська династія, гілка клану Дал г-Кайс (Дал Гаш). Клан був заснований королями ірландського королівства Ормонд. Клан споріднений з верховним королем Ірландії Бріаном Бору (роки правління 1002 – 1014). Назва клану походить від імені батька Бріану Бору -  Кеннетіга мак Лоркайна (ірл. - Cennétig mac Lorcáin), що був королем ірландського королівства Томонд. Клан Кеннеді веде своє походження не безпосередньо від короля Бріана Бору, а від старшого сина Доннукана (ірл. – Donncuan). Син Доннукана Магон був першим, хто назвав себе О’Кіннеде – онуком Кіннада. Ще одна назва клану – Кіллокеннеді Томондські вказує на походження клану з королівства Томонд. 

## Титули вождів клану
- Королі Ормонду
- Лорди Ормонду

## Гілки клану О’Кеннеді
- О’Кіннеде Фіон (ірл. - Ó Cinnéide Fionn)
- О’Кіннеде Донн (ірл. - Ó Cinnéide Donn)
- О’Кіннеде Руад (ірл. - Ó Cinnéide Ruadh)

## Історія клану О’Кеннеді
Кеннеді належали як гілка до могутнього клану Дал г-Кайс, який очолювала гілка О’Браєн. Клан О’Кеннеді володів землями на території нинішніх графства Клер, Лімерик, Мейо, Тіпперері, та в землях, які історично складали королівство Ормонд. Резиденція вождя клану спочатку була в Глеморі, що недалеко від Каллалоу, графство Клер, потім вожді клану переселились на річку Шеннон (королівство Ормонд, нині графство Тіпперері). Вожді клану О’Кеннеді проголосили себе королями королівства Ормонд і намагались бути королями в XI – XVI століттях, хоча влада їх була обмежена. Потім вони володіли титулом лорд Ормонд. У «Літописі Чотирьох Майстрів» вожді клану О’Кеннеді згадуються як «безумовні лорди Ормонду». 
Гілки клану називали Кулкеннеді, Гаррікеннеді в Ормонді та Кіллокеннеді в Томонді. 
Клан розколовся на три септи, які назвали за кольором волосся: дон – брунатні, фіонн – блондини, руа – руді. Святий Руадан Лорра вважався покровителем клану Кеннеді з Ормонду. У 1600 році багато людей клану О’Кеннеді переселились в графство Антрім, де багато людей клану живуть і сьогодні.
Доцент Дублінського університету Даіті О’х-Оган виводить походження клану Кеннеді безпосередньо від Бріана Бору. Він вважає, що Кенеді простежуються і в прямій лінії О’Браєнів. Він вважає, що гілка, що йде від короля Доннхада – сина Бріана Бору, оселилась в Агерлоу (Тіпперері) і мала назву Кіннеде. Кіннеде О’Браєн – онук Доннхада був сильним супротивником короля Тойрделбаха, якому допомагав король з Коннахту Аед О’Рурк Бреффі з метою створити своє королівство на землях нинішніх графств Міт та Каван. Але це маленьке новоутворене королівство було розбите королем Тойрделбахом в 1080 році, а Кіннеде О’Браєн був вбитий в 1084 році в битві під Монекронок, що біля Лейксліп, графство Кілдер. Але зв’язок з кланом О’Рурк з Брейфне клану Кеннеді на цьому не закінчився. Ці Кеннеді поселилися в графстві Лейтрім Вони стали відомі під назвою Мумнех – люди з Муму (Манстера). Англійською мовою їх прізвище стало звучати як Мімна та Мінна.  
Ускладнює питання те, що в Ольстері живуть ще одні Кеннеді в різних графствах. Кеннеді, які живуть в Ольстері мають Шотландське походження – з Голлуей та Ейр. Багато шотландських Кеннеді переселились в Ірландію під час колонізації Ірландії в XVII столітті. Але деякі шотландські Кеннеді переселились на південь і змішалися з ірландським кланом О’Кеннеді.  
Після епідемії Чорної Смерті (чуми) 1348 року кількість англійських колоністів в Ірландії різко зменшилась – епідемія охопила в основному міста, де жили англійські колоністи. Ірландські клани пішли в контрнаступ і повертали собі втрачені території та землі. Ормондом на той час володіли англо-норманські феодали, що володіли титулом графів Ормонд. Цей статус був підкріплений договорами 1336 та 1347 року. Але потім ірландські клани, зокрема, клани О’Кеннеді, О’Браєн, О’Керролл пішли в контрнаступ, захопили чи зруйнували низку замків англо-норманських феодалів Батлер та ФітцДжеральд. Клан О’Кеннеді вміло використав суперечки між Батлерами та ФітцДжеральдами, утворювали союзи з графами Десмонд. Клан О’Кеннеді зумів вигнати Батлерів з замку Нена в 1391 році.
У XX столітті найвідомішою людиною з клану Кеннеді був президент сполучених штатів Джон Ф. Кеннеді (1917 – 1963). 

## Замки клану О’Кеннеді
Клан О’Кеннеді побудував низку замків для захисту своїх земель. Ще кілька замків клан захопив і утримував під своїм контролем. Загалом клан О’Кеннеді володів наступними замками: 
- Нена
- Балінтотті
- Баллікапл
- Дромінір
- Гаррікеннеді
- Лакін
- Кнай
- Урра
- Баллартелла
- Гленагілті
- Кілмохнаг
- Баундаунмор
- Каррігіхонігрік
- Свіффін
- Беллахаввін
- Баллінгаррі
- Аннах
- Баллігфімой
- Балліквірк
- Кілкаррон
- Рахурлес
- Дуналлі
- Отвей-кастл